# 引用分析

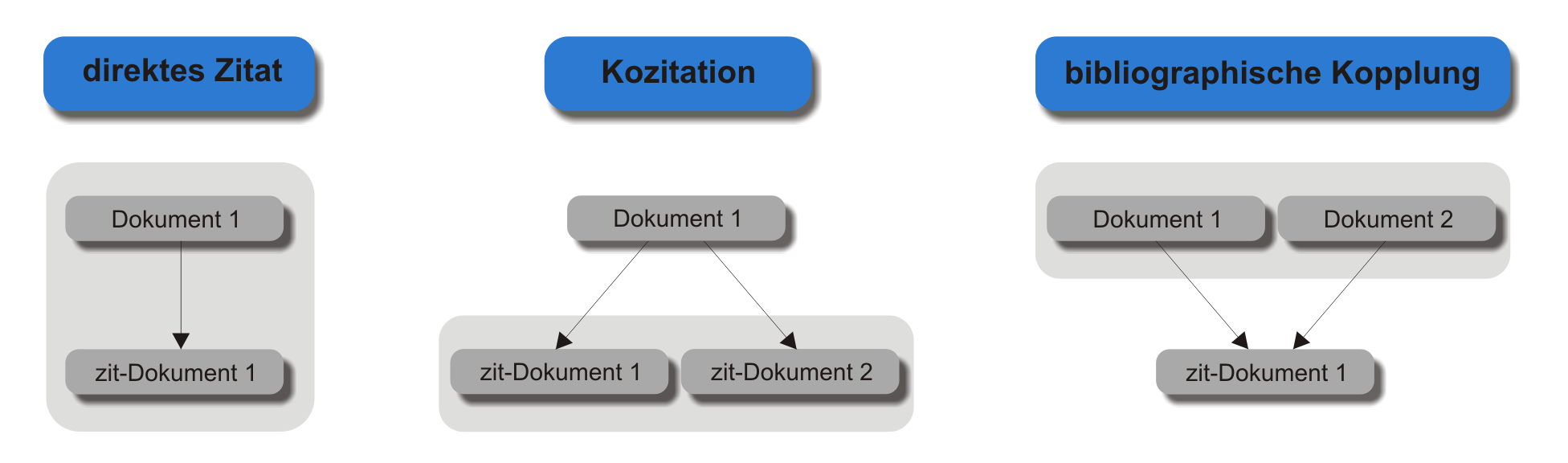
引用研究の方法論
【左】引用：記事Aが記事Bを引用している。
【中央】共引用：2つの記事AとBが、1つの記事Cで一緒に引用されている。
【右】書誌結合：2つの記事AとBが、共通の記事Cを引用している。

引用分析（いんようぶんせき、英語: Citation analysis）とは、書籍の文献や雑誌の記事に記載されている参考文献の引用について分析する学問である。学問領域としては科学計量学の一分野であり、いわゆる図書館情報学に属する。また計量書誌学における主要な分析手法である。

## 概要
「引用」とは、記事などを執筆する過程で著者が必要とする別の記事などを引くことで、自説を展開・補強・証明する行為である。そうした記事などが文章などに引用されている状態を「被引用」といい、計量書誌学においては「後続研究へのインパクトの大きさ」として解釈されてきた。なお、ある文献がそれ以前の2つの文献を同時に引用している状態は「共引用」という。

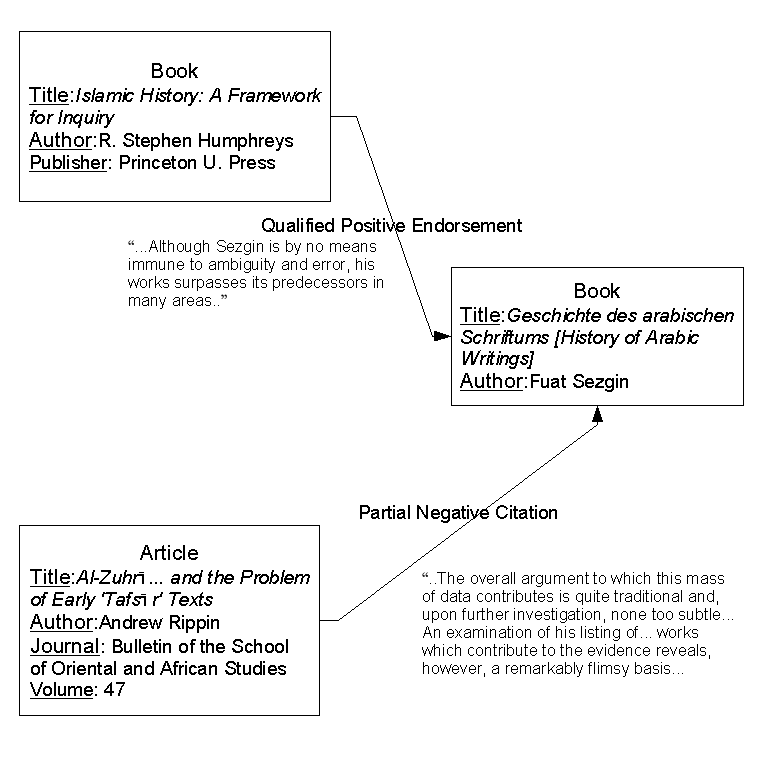
引用 / 典拠の関係を示したテキストマップ

こうした「被引用」を「著者による文献利用の明示的な表現」と捉え、その特性を分析することにより、研究に関係する様々な事象を解明しようとするのが引用分析である。客観的なデータが収集できる点に特徴があり、時間と空間の制約を受けない情報伝達を調査するのに適している。ただし「被引用」の情報を用いるという特徴から一定数の「被引用」を得ている文献にしか適用できないとされる。なお「科学技術や社会科学では盛んであるが、人文科学では馴染みが薄い」という印象があるが、人文科学では古い資料の重要性が一般的に述べられているため、研究者個人間の接触は不可能でも資料は利用されている可能性が高い。
科学において「引用」は特別な意味を持つ。先行研究の明示、主張の根拠の提示など、様々な動機に導かれているが、いずれも「被引用」との関連性を明示する機能を持っているからである。そのため出典が不明な引用や注釈での不正確な文献情報・参照指示といった文献資料の取り扱いについて指摘する書評も少なくないが、これもある意味では引用分析といえる。「引用」に注目するのは、科学を科学たらしめるミクロな基礎の1つだからであり、場合によっては学史の叙述に有力なアプローチを提供する。引用は知識や情報の継承関係を表しているのだから、引用を辿って検索したり、文献問の関係を研究したりすることは、ある主題分野の情報の系譜を辿るもの（すなわち系譜学）といえる。
引用分析は学術研究についての情報を引き出す研究手法として長い歴史を持っているが、限界や多くの問題点が指摘されている。例えば研究評価は、当初こそ「引用を評価に用いるべきでない」とする議論も少なからずあったが 、各種の評価方法で評価した結果と引用分析で評価した結果の相関が高いことから、次第に「引用分析は研究実績を示す指標として妥当な指標である」との認識が確立したことで、その評価の精度を高めるために「客観的」指標が望まれ、論文数や引用数を主軸とする計量的評価指標が用いられるようになったが、数字の比較は誰にでもできる分かりやすい指標だけに乱用されがちでもあり、これを「数字の独り歩き」として、その弊害を指摘・糾弾する向きも多い。

## 応用

### 古典研究
古典が古典たりうるのは、「引用」という享受を通じて規定される。例えば『源氏物語』の場合、漫画コミック、映画、教科書といった場で、どの本文が受容され、新たな表現と結びついているかという問題がある。1例として江戸時代の出版文化においては、数々の梗概書や注釈書、世俗的な絵本として、また俳諧や浮世草子、戯作を通した改作やパロディとして、『源氏物語』は幅広く享受されていた。
文化とは引用の積み重ねであり、引用に次ぐ引用によって継承されることで発展してきたといえる。いわゆる名著と呼ばれるものは、内容が優れているのみならず、多くの後続研究によって参照され、踏み台とされ、それを乗り越えられることで、学史上に位置づけられている。

### ウィキペディアにおける出典

ウィキペディアの内容に関する三大方針と相互の関係

「引用分析」という方法とその重要性は、あらゆる学問分野において適用されるものであるが、それはウィキペディアの編集上においても当てはまる。ウィキペディアの個々の記事に書かれている内容には、「事実確認や正確性に定評のある情報源による意見＝参考文献の引用」が正しく明示されること、つまり「検証可能か否か」に基づいた「出典を明記すること」が方針として求められており、例外なく執筆者の個人的見解である「独自研究」は禁止されている。実在する一次資料から執筆者の独自解釈で構築される「トンデモ記事」を避けるために、個々の事実とされる記述だけではなく、論証・解釈・評価などについての二次資料を示すことが求められているのである。
しかし記事によっては、適切な校閲を経ていない出典が明記されているなど、出典の信頼性に問題がある場合も少なからずある。そのため問題となる情報源について誠実な検証を行う必要がある。